# R Coronae Borealis-variabel
R Coronae Borealis-variabeln är en stjärna som varierar i ljusstyrka och är en superjätte som är vätefattig och rik på kol. RCB-variabler varierar i ljusstyrka på två sätt: dels pulserar de i ljusstyrka med låg amplitud (några tiondelar av en magnitud), dels genomgår de en förmörkelsefas på ett antal magnituder som inträffar med oregelbundna mellanrum.
Teorin om den rejäla minskningen i ljusstyrka är att kol kondenserar i stjärnatmosfären och den långsamma stjärnvinden och därmed döljer stjärnans ljus, tills strålningstrycket fått kolpartiklarna att skingras. Två förhärskande teorier har framlagts av Geoffrey C. Clayton 1996 och kallas Orbiting Dust Cloud Theory och Dust Puff Theory.
Variabeltypen är extremt ovanlig. Astronomernas teori är att tillståndet bara inträffar under en kortare fas i vissa stjärnors utveckling, kanske under en så kort period som 1000 år. Det här gör att antalet RCB-variabler i Vintergatan vid en viss tidpunkt uppskattas till ungefär 1000.

## Historik
Prototyp-stjärnan R Coronae Borealis upptäcktes av den engelske amatörastronomen Edward Pigott 1795, som studerat stjärnor i stjärnbilden Norra kronan under en tioårsperiod. Två år senare beskrev Pigott sin under namnet “Variabilis Coronae”.
R CrB hade våren 1795 försvunnit, men återkom gradvis i ljusstyrka över de följande månaderna. Pigott uppskattade perioden för stjärnans variationer till 10,5 månader, men insåg att förändringarna inte följde någon regelbunden rytm. Tvärt emot cepheider och andra variabla stjärnor som var kända vid denna tidpunkt var Variabilis Coronaes förändringar i ljusstyrkan helt oförutsägbara.
Iakttagelserna fick många astronomer att observera R CrB, vilket gjort variabeln till en av få stjärnor som har en registrerad ljuskurva på över tvåhundra års längd.

## RCB-variablerna idag
Sedan dess har ungefär 100 RCB-variabler identifierats i Vintergatan och Stora magellanska molnet.
Forskningen kring RCB-variabler har intensifierats på sistone, vilket ökat antalet kända variabler påtagligt.

## Egenskaper
RCB-variabler har vanligen spektralklass F eller G (det vill säga är gula i färgen) med spektrallinjer för C2 och CN. Stjärnatmosfären är däremot vätefattig. Förekomsten av väte är 1 del på 1000 i förhållande till helium, men vissa av variablerna har så litet väte att förhållande närmar sig 1 ppm.

## Lista över RCB-variabler
Här är en lista på de sex RCB-variabler i Vintergatan som är skenbart ljusstarkast i maximum. För en komplett lista över RCB-variabler i Vintergatan och i Stora magellanska molnet, se lista över RCB-variabler.
| Namn               | Stjärnbild   | Ljusstyrka maximum–minimum |
| ------------------ | ------------ | -------------------------- |
| R Coronae Borealis | Norra kronan | 5,71–15,2                  |
| RY Sagittarii      | Skytten      | 5,8–14,0                   |
| V854 Centauri      | Kentauren    | 6,84–15,11                 |
| XX Camelopardalis  | Giraffen     | 8,09–9,8                   |
| UW Centauri        | Kentauren    | 9,1–17,0                   |
| SU Tauri           | Oxen         | 9,1–18,0                   |

### Fotnoter
1. ↑  Den normala förekomsten av väte i universum är i förhållande till helium är 3:1.
2. ↑  Ljusstyrka i skenbar magnitud.